# Geraldine Bazán
Rosalba Geraldine Bazán Ortiz (Ciudad de México, 30 de enero de 1983) es una actriz mexicana.

## Biografía y carrera
Inició su carrera en 1988 como modelo en comerciales. En 1989, debutó en la televisión interpretando personajes infantiles en telenovelas de Televisa como Buscando el paraíso y Corazón salvaje; en programas infantiles como El club de Gaby de Pedro Damián, El espacio de Tatiana de Gabriel Vázquez Bulman, Club Fanta Amigos, Qué opinan los niños, Cerezo Rojo, y XETÚ Remix de Reynaldo López y Carla Estrada, y obras de teatro como El secreto de Guitti y Anita la Huerfanita.
En cine actuó en la película En el tiempo de las mariposas. Al mismo tiempo alternaba en teatro y en las telenovelas María la del barrio, Mi pequeña traviesa y Camila mientras que los fines de semana se encontraba actuando en obras de teatro como La Cenicienta, Pop Corn, Al filo de la navaja, Qué pasó en el apagón, y en cine protagonizó Secuestro, Niños de alcantarilla, y La hacienda embrujada. 
Fue contratada por TV Azteca como estelar en papeles juveniles como Catalina y Sebastián, Ellas, inocentes o culpables, Como en el cine y Dos chicos de cuidado en la ciudad; y los unitarios: Lo que callamos las mujeres, Vivir así, Cara a cara y Sin permiso de tus padres. 
Condujo varios episodios de los programas matutinos y semanales como Casos de la risa real, y el matutino  Con sello de mujer. En esta etapa actuó en dos fotonovelas, Romeo y Julieta y una de Boletazo con el conductor Juan José Ulloa.
Inició su carrera internacional en Miami en 2004 cuando fue contratada por Venevisión Internacional y Fonovideo para grabar en Miami la telenovela Soñar no cuesta nada. 
En 2005, Televisa y Fonovideo la contrataron para interpretar un papel en El amor no tiene precio. 
En 2006, para Telemundo trabajó en la telenovela Tierra de pasiones y actuó en dos capítulos de la serie Decisiones. 
En 2007, inició el año con Televisa Networks y Fonovideo en la telenovela Bajo las riendas del amor, concluye las grabaciones de esta en octubre. Fue contratada en Colombia por la productora Telemundo Studios para la telenovela Victoria, la cual inició transmisiones en los Estados Unidos en el año 2008. Venevisión Internacional contrató a Bazán en 2010 para ser la antagonista de Sacrificio de mujer.
A finales de 2008, posó para Revista H de Editorial Notmusa, sorprendiendo a sus admiradores por mostrarse en exteriores (playa) y para la revista Maxim de Editorial Televisa en interiores.
En 2010, regresó a Telemundo para trabajar junto a Christian Meier en la telenovela, Alguien te mira, versión de la telenovela chilena del mismo nombre.
En 2012, es antagonista en La mujer de Judas de TV Azteca, versión de la historia venezolana de 2002.
En 2013, participó en la segunda temporada de La Isla, el reality para TV Azteca, teniendo una buena participación siendo la décima eliminada de 18 participantes (noveno lugar), también regreso para la quinta temporada de esta en 2016, donde fue la segunda eliminada esta vez.
En 2015, participó en la serie Dueños del paraíso, para Telemundo.
En 2018, regresa a Televisa para participar como la antagonista de la telenovela Por amar sin ley, versión mexicana de La ley del corazón.

### Vida personal
Inicio una relación en noviembre del 2007 con el también actor Gabriel Soto a quien conoció en las grabaciones de la telenovela Bajo las riendas del amor. En febrero de 2009 se convirtieron en padres de su primera hija llamada Elisa Marie. En 2014 se convirtieron en padres por segunda vez, de una hija a la que llamaron Alexa Miranda. La pareja contrajo matrimonio en febrero de 2016. En septiembre de 2017 a un año y 7 meses de matrimonio Geraldine anunció que se separaba de Gabriel Soto. El divorcio se hizo oficial en octubre de 2018.

## Filmografía

### Cine
| Año  | Título                        | Papel                     |
| ---- | ----------------------------- | ------------------------- |
| 1994 | Novia que te vea              |                           |
| 2001 | En el tiempo de las mariposas | Patria, a los quince años |
| 2002 | Punto y aparte                | Aurora                    |
| 2002 | Espejo retrovisor             | Paloma                    |
| 2019 | Los Leones                    | Kala                      |

### Televisión
| Año       | Título                             | Papel                            | Nota                              |
| --------- | ---------------------------------- | -------------------------------- | --------------------------------- |
| 1993-1994 | Corazón salvaje                    | Mónica (niña)                    |                                   |
| 1994      | Buscando el paraíso                | Alma (niña)                      |                                   |
| 1995-1996 | María la del barrio                | Teresa                           |                                   |
| 1997-1998 | Mi pequeña traviesa                | Alicia                           |                                   |
| 1998-1999 | Camila                             | Paola                            |                                   |
| 1999      | Catalina y Sebastián               | Luisa Negrete Rivadeneira        |                                   |
| 2000      | Ellas, inocentes o culpables       | Liliana                          |                                   |
| 2001-2002 | Como en el cine                    | Regina Linares / Amatista        |                                   |
| 2003-2004 | Dos chicos de cuidado en la ciudad | Fernanda Medina                  |                                   |
| 2005-2006 | Soñar no cuesta nada               | Liliana Reyes Retana             |                                   |
| 2005-2006 | El amor no tiene precio            | Elizabeth Monte y Valle González |                                   |
| 2006      | Tierra de pasiones                 | Belinda San Román Rentería       |                                   |
| 2007      | Bajo las riendas del amor          | Verónica Orozco Mendizábal       |                                   |
| 2007-2008 | Victoria                           | Paula Mendoza Santiesteban       |                                   |
| 2010-2011 | Alguien te mira                    | Tatiana Wood                     |                                   |
| 2011      | Sacrificio de mujer                | Victoria 'Vicky' Lombardo        |                                   |
| 2011      | ¡Mira quién baila!                 | Ella misma                       | Concursante (2.ª temporada)       |
| 2012      | La mujer de Judas                  | Emma Balmori Landeros            |                                   |
| 2013      | La isla: El reality                | Ella misma                       | Concursante (2.ª y 5.ª temporada) |
| 2015      | Dueños del paraíso                 | Verónica Elizalde de Romero      |                                   |
| 2018      | Por amar sin ley                   | Elena Fernández                  |                                   |
| 2018-2019 | Falsa identidad                    | Marlene Gutiérrez                |                                   |
| 2021      | 100 días para enamorarnos          | Elisa Polanco                    |                                   |
| 2022-2023 | Secretos de villanas               | Ella misma                       |                                   |
| 2022      | Bocetos                            | Paulina                          |                                   |
| 2022-2023 | Corona de lágrimas                 | Olga Ancira Cervantes #2         |                                   |
| 2024      | La casa de los famosos 4           | Ella misma                       |                                   |
| 2024-2025 | Las hijas de la señora García      | Paula Escalante de Portilla      |                                   |

### Teatro
| Año  | Título                      | Papel              |
| ---- | --------------------------- | ------------------ |
| 1992 | El Secreto de Guitti        | Guitti             |
| 1994 | Anita la huerfanita         | Vero la preocupona |
| 1999 | Pop Corn                    | Velvet Delamitri   |
| 2001 | La manzana de la discordial | Muñequita          |
| 2002 | Al filo de la navaja        | Mónica             |
| 2003 | ¿Qué pasó en el apagón?     | Mimí               |
| 2003 | La Cenicienta               | Cenicienta         |
| 2016 | Se renta un Hombre          |                    |
| 2017 | Jueves 12                   |                    |
| 2018 | El Test                     | Bertha psicóloga   |